# Рассвет (Анапа)
Рассве́т — хутор в муниципальном образовании город-курорт Анапа Краснодарского края России. Входит в состав Гайкодзорского сельского округа.

## География
Хутор находится в западной части края, на правом берегу реки Анапка, вдоль автомобильной дороги федерального значения А-290 «Новороссийск — Керчь», на расстоянии приблизительно 6 километров (по прямой) к востоку от города Анапа, административного центра муниципального образования.
Абсолютная высота — 23 метра над уровнем моря.
Уличная сеть
состоит из 22 улиц и 2 переулков.

## Население
| 2002 | 2010  |
| ---- | ----- |
| 1222 | ↗1516 |

Гендерный состав
По данным Всероссийской переписи населения 2010 года в гендерной структуре населения мужчины составляли 48,15 %, женщины — соответственно 51,85 %.
Национальный состав
Согласно результатам переписи 2002 года, в национальной структуре населения армяне составляли 54 %, русские — 41 %.

## Инфраструктура
В населённом пункте функционируют основная школа, детский сад, фельдшерско-акушерский пункт, дом культуры и отделение Почты России.

## Транспорт
Основной транспорт — автомобильный. С автовокзала Анапы ходит (на декабрь 2020) рейсовый автобус 184.